# 地平線之謎
傑作或地平線之謎（通常簡稱作地平線之謎）是比利時超現實主義畫家雷內·馬格利特於1963年的油畫畫作。

## 簡介
畫作背景可見天色微明，遠方為樹林及多石的草地。有三名外貌相約的男子站在前方，穿着西裝及圓頂硬禮帽。左邊男子背向觀眾，中間和右方的男子相鄰站着，中間的朝向左後方，右邊的則朝右。三人頭頂上各有同樣的一牙彎月。
戴禮帽的男人是馬格利特自1926年所畫的《沉思的獨行者》起經常使用的形象，他本人拍照時也經常戴着禮帽。戴禮帽的男人被解讀作個性無從辨識或變得一致的人。
他在次年再於紙上作水粉畫，標題相同且內容接近，高35.6厘米、寛54.6厘米。